# Planetary Instrument for X-Ray Lithochemistry

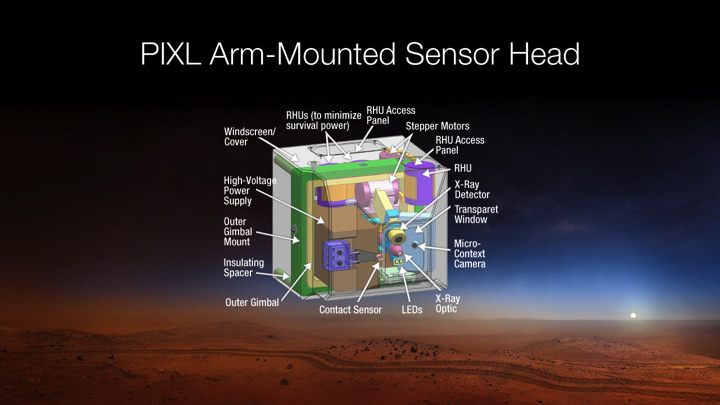
Imagen del instrumento PIXL

Planetary Instrument for X-Ray Lithochemistry, o PIXL (en español Instrumento Planetario para Litoquímica mediante rayos X), es un espectrómetro de fluorescencia de rayos x para determinar la composición elemental de materiales de la superficie de Marte, diseñado para el Mars 2020 mission rover.
El instrumento consta de una unidad electrónica principal en el cuerpo del rover y un cabezal sensor montado en el brazo robótico. El cabezal del sensor incluye una fuente de rayos X, óptica de rayos X, detectores de rayos X y una fuente de alimentación de alto voltaje (HVPS), así como una cámara de microcontexto (MCC) y un diodo emisor de luz (led). El PIXL puede detectar los siguientes elementos: Na, Mg, Al, Si, P, S, Cl, K, Ca, Ti, V, Cr, Mn, Fe, Co, Ni, Cu, Zn, Br, Rb, Sr, Y, Ga, Ge, As y Zr, con elementos traza importantes como Rb, Sr, Y y Zr detectables a un nivel de 10 ppm.

## Objetivos científicos del instrumento
Los objetivos científicos del instrumento son los siguientes:
- Proporcionar una evaluación geoquímica detallada de entornos pasados, habitabilidad y potencial de conservación de firmas biológicas.

- Detectar cualquier biofirma química potencial que se encuentre y caracterice la geoquímica de cualquier otro tipo de biofirma potencial detectada.

- Proporcionar una base geoquímica detallada para la selección de un conjunto convincente de muestras para regresar a la Tierra.